# Klin (Podlodówek)
Klin – część wsi Podlodówek w Polsce położona w województwie lubelskim, w powiecie lubartowskim, w gminie Michów. Nie posiada sołtysa, należy do sołectwa Podlodówek.
W latach 1975–1998 miejscowość administracyjnie należała do województwa lubelskiego.